# Vụ sát hại Nancy Titterton
Nancy Violet Evans Titterton (1903 – 10 tháng 4 năm 1936) là một tiểu thuyết gia đầy tham vọng người Mỹ và là vợ của một giám đốc điều hành đài NBC, đã bị sát hại tại Thành phố New York vào năm 1936. Cô được tìm thấy bị siết cổ trong căn hộ của mình ở Manhattan, với manh mối còn sót lại chỉ là một sợi lông ngựa và một đoạn dây thừng. Đây là một trong những vụ án đầu tiên được giải quyết nhờ vào khoa học pháp y.

## Bối cảnh
Sinh ra tại Ohio, Nancy Evans từng làm việc cho tờ New York Post vào cuối thập niên 1920, nơi cô đã gặp chồng của mình là Lewis Henry Titterton, một người Anh. Sau khi cô kết hôn vào năm 1929, cùng thời điểm chồng cô được thăng chức giám đốc điều hành của National Broadcasting Company, hai người đã cùng nhau chuyển tới sống tại Manhattan, gần sông Đông. Chồng cô được nhận xét là một người có quan niệm rằng "tương lai của ngành truyền thanh phụ thuộc vào sức tưởng tượng của nhà văn".
Một trong số các tác phẩm của cô từng được tôn vinh trên trang bìa của Story Magazine. Năm 1935, sau khi ra mắt một truyện ngắn, cô đã nhận được lời chào mời về một hợp đồng xuất bản, và sang năm sau, cô bắt đầu chuẩn bị để chấp bút cho cuốn tiểu thuyết đầu tay của bản thân.

## Tội phạm
Sáng ngày 10 tháng 4 năm 1936, Nancy Titterton – khi đó mới 34 tuổi – đã bị sát hại trong căn hộ của mình ở số 22 phố Beekman Place. Thi thể của cô được Theodore Kruger và John Fiorenza, hai người thợ sửa chữa đồ nội thất phát hiện vào chiều cùng ngày khi họ đến giao chiếc trường kỷ vừa được sửa. Cô được tìm thấy nằm trong bồn tắm, có dấu hiệu bị hãm hiếp và siết cổ đến chết.
Có rất ít bằng chứng phạm tội được tìm thấy tại hiện trường, tất cả chứng cứ thu thập được chỉ là một đoạn dây thừng dài 13 inch (33 cm) và một sợi tóc trên giường. Khi điều tra sơ bộ, sợi tóc bị coi là vô dụng vì đơn thuần chỉ là tóc của nạn nhân. Tuy nhiên khi mở rộng điều tra sâu hơn, người ta đã phát hiện ra đây là một sợi lông ngựa, được dùng làm chất liệu để nhồi nệm ở đồ nội thất trong căn hộ.
Khi tin tức về vụ sát hại được lan truyền, "Kẻ sát nhân Bồn tắm" phố Beekman Place đã được giới truyền thông đưa tin rầm rộ. Vụ án đã được giải quyết khi Alexander Gettler, một nhà khoa học tại Văn phòng Trưởng Kiểm tra Y tế Thành phố New York, lần lại nguồn gốc của sợi lông ngựa từ một cửa hàng bán nệm mà Titterton ghé thăm trước khi xảy ra án mạng. Cửa hàng bán nệm được tra hỏi được sở hữu bởi một người có tên Kruger, và Fiorenza là một nhân viên của cửa hàng. Vị trí của sợi lông ngựa đã giúp cảnh sát đặt ra nghi vấn rằng Fiorenza là thủ phạm giết người. Fiorenza, người từng có tiền án, đã thú nhận hành vi phạm tội của mình.
Fiorenza bị kết án vì tội giết người vào ngày 28 tháng 5 năm 1936. Hội đồng xét xử đã mất tới 19 tiếng để đưa ra bản án kết tội. Fiorenza đã bị tuyên án tử hình, và bị giam giữ tại nhà tù Sing Sing chờ thi hành án. Hắn bị tử hình vào ngày 22 tháng 1 năm 1937 bằng hình thức ghế điện.